# Raydiation
Raydiation è il terzo album del cantante R&B statunitense Ray J, pubblicato nel 2005 dalla Sanctuary Records. L'album è stato prodotto da Rodney "Darkchild" Jerkins, R. Kelly e Timbaland.

## Tracce
1. Intro
2. Keep Sweatin (feat. Fat Joe)
3. What I Need
4. One Wish
5. Let's Play House
6. Blue High Heels
7. Melody
8. War Is Over (feat. Brandy)
9. Quit Actin (feat. R. Kelly & Shorty Mack)
10. Exotic
11. Unbelievable (feat. Shorty Mack & Noel ''Detail'' Fisher)
12. Sexy (feat. Mya)
13. In The Mood
14. Anytime
15. Centerview